# Монтиньи-ле-Бретоннё
Монтиньи́-ле-Бретоннё (фр. Montigny-le-Bretonneux) — город и коммуна во Франции, находится в регионе Иль-де-Франс. Департамент — Ивелин. Главный город кантона Монтиньи-ле-Бретоннё. Округ коммуны — Версаль.
Код INSEE коммуны — 78423.

## География
Коммуна расположена приблизительно в 26 км к западу от Парижа, в 9 км юго-западнее Версаля.
Территория Монтиньи-ле-Бретоннё почти полностью урбанизирована, за исключением небольшой лесистой местности в южной части коммуны.

## Население
Население коммуны на 2008 год составляло 33 993 человека.
| 1962 | 1968 | 1975 | 1982   | 1990   | 1999   | 2008   |
| ---- | ---- | ---- | ------ | ------ | ------ | ------ |
| 543  | 937  | 1550 | 14 093 | 31 687 | 35 216 | 33 993 |

## Экономика
В 2007 году среди 25 777 человек в трудоспособном возрасте (15-64 лет) 19 812 были экономически активными, 5965 — неактивными (показатель активности — 76,9 %, в 1999 году было 76,2 %). Из 19 812 активных работала 18 691 человек (9615 мужчин и 9076 женщин), безработных было 1121 (509 мужчин и 612 женщин). Среди 5965 неактивных 3143 человека были учениками или студентами, 1434 — пенсионерами, 1388 были неактивными по другим причинам.

## Достопримечательности
- Форт Сен-Сир[англ.]. Форт был построен после осады Парижа в 1870 году для защиты столицы. Его строительство началось в 1875 и закончилось в 1879 году. После Первой мировой войны форт служил складом оружия. После Второй мировой войны в форте располагалась метеорологическая школа, а затем фотографический архив министерства культуры. Исторический памятник с 1992 года[3]
- Приходская церковь Сен-Мартен (XIII век)
  - Статуя Св. Варвары (XVI век). Исторический памятник с 1914 года[4]
- Замок Монтиньи-ле-Бретоннё, был построен в 1863 году тогдашним мэром Венсаном Нотта. В 1973 году замок был куплен местными властями
- Замок Мане (начало XX века)

## Города-побратимы
- Кирспе (Германия, с 1988)
- Лунка (Румыния, с 1989)
- Дентон (Великобритания, с 1992)
- Уиклоу (Ирландия, с 1993)
- Сан-Фернандо (Испания, с 1997)
- Маростика (Италия, с 2007)
- Сан-Бернарду-ду-Кампу (Бразилия, с 2007)

## Фотогалерея

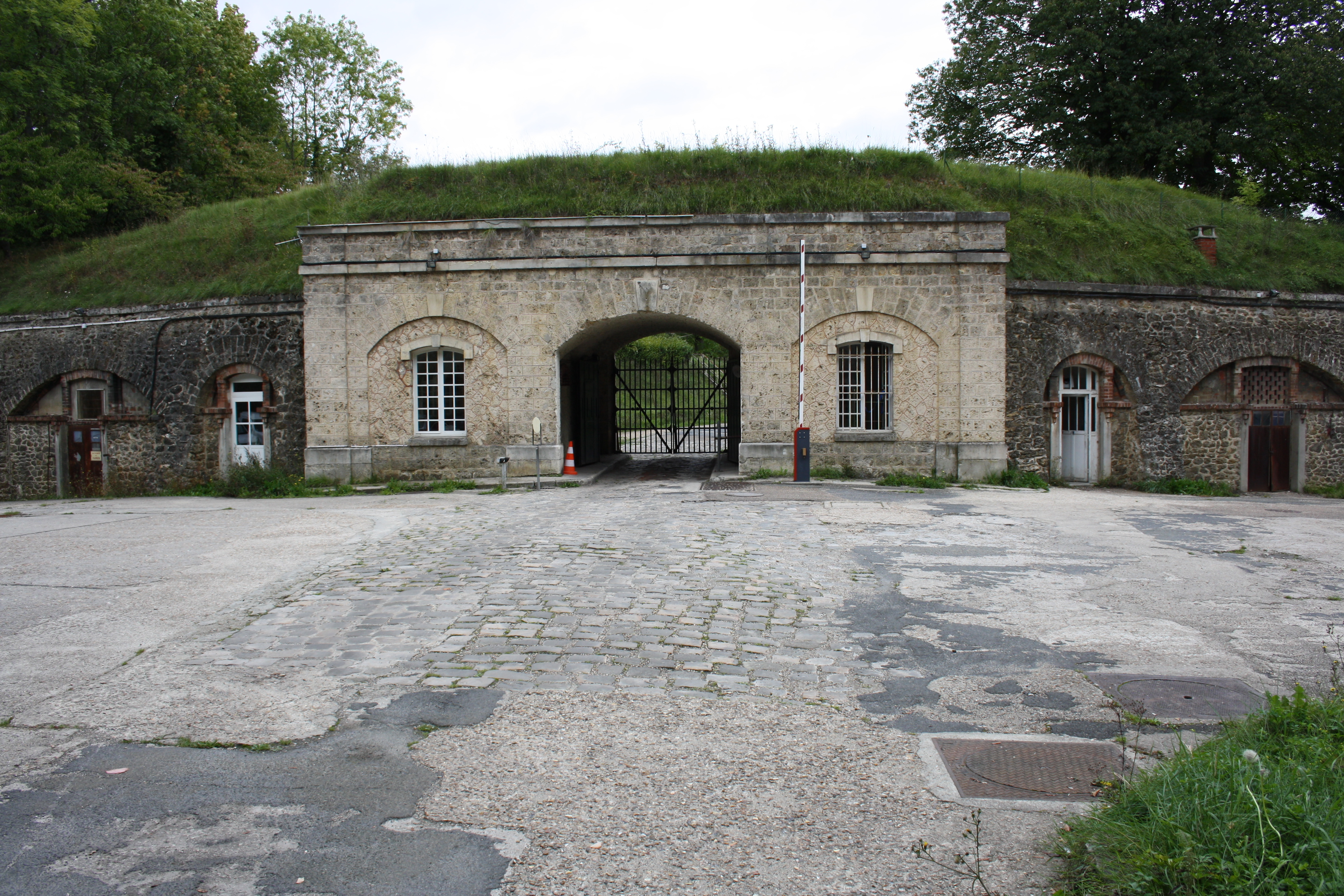
Форт Сен-Сир
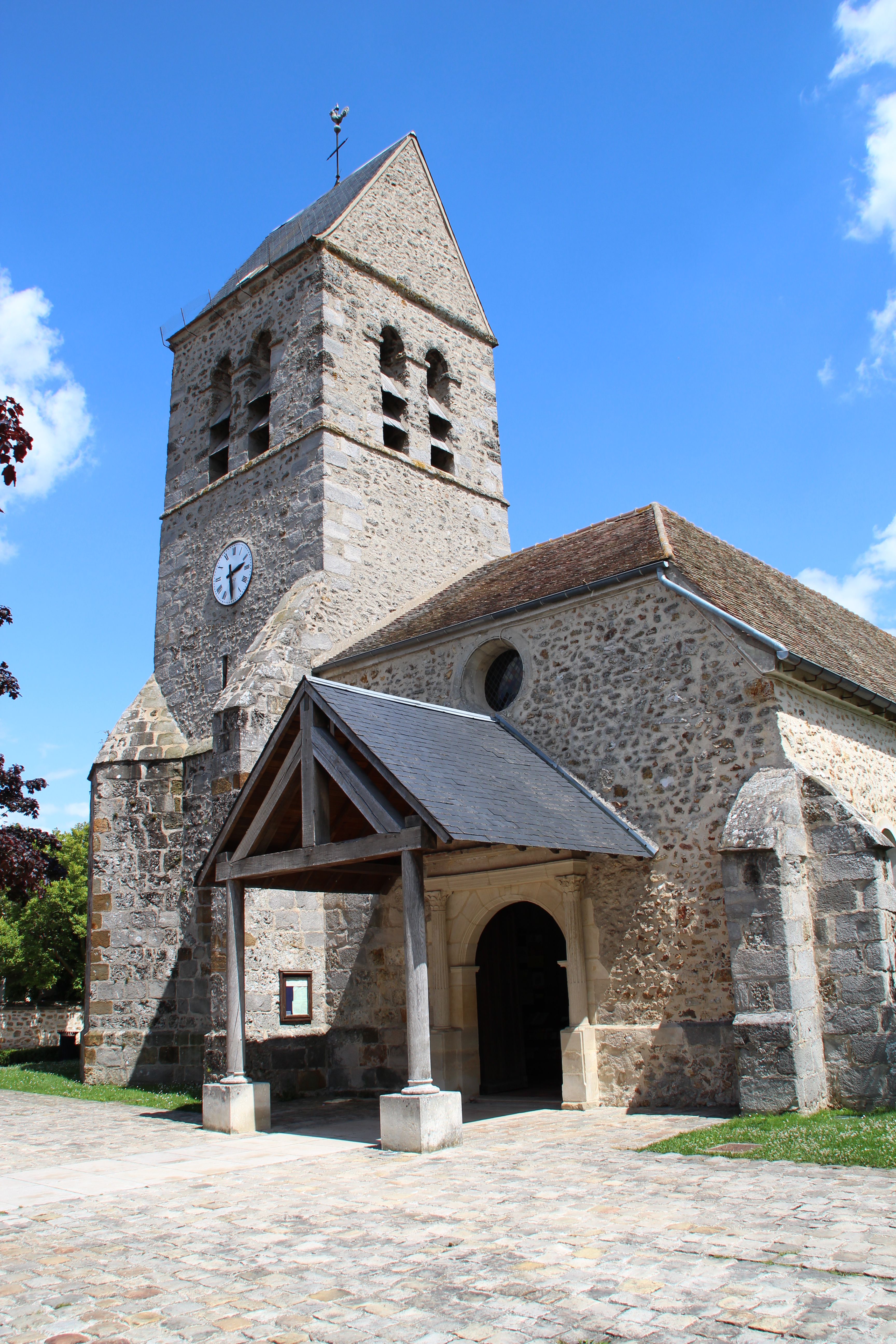
Церковь Сен-Мартен
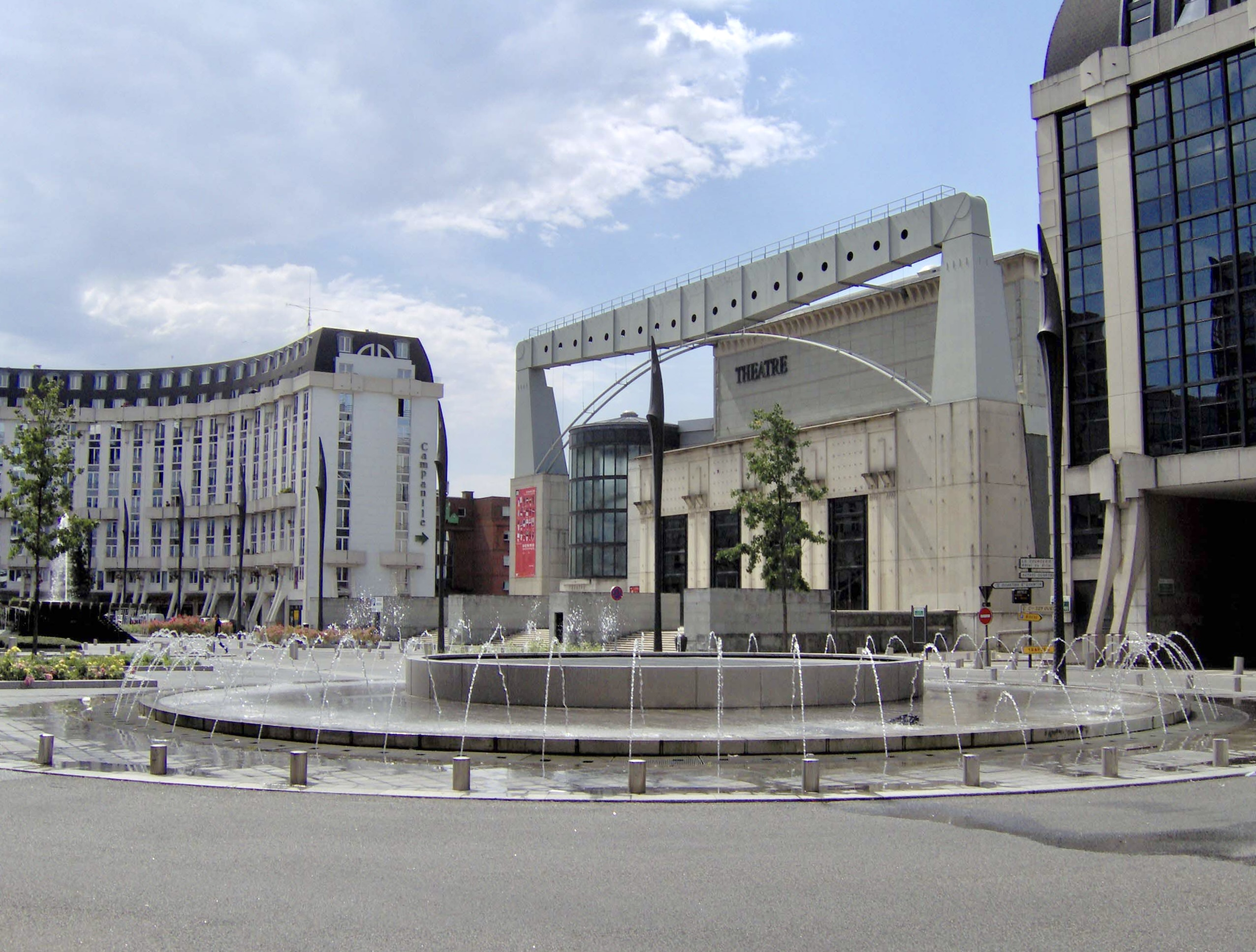
Театр на площади Помпиду